# プロトサイエンス
プロトサイエンス（protoscience）とは、科学哲学において科学以前の、科学的プロセスにより研究されつつある新しい分野を呼ぶときに使われる言葉である。日本語の日用語として未定着である。使われる場合も意味は浮動しており、使う場面ごとに意味は変わるような状況である。
プロトサイエンスの用語は日本ではほとんど使われない。定訳ではないが、物事の科学性を論じる場面で未科学あるいは未知科学と使われる。

## 意味と主張
この用語の使用者は科学や「疑似科学」の意味も使う人により違うと主張し、「プロトサイエンス」は「確立した科学」と「疑似科学」の中間にあり、科学的方法を用いた探求である、とする。
またプロトサイエンスの立場においては、「未科学」は「科学的に解明されていない未知の現象すべて」と解釈されるものだが、プロトサイエンスはより形式的に、かつ疑似科学とは異なる、とする。
羽間鋭雄は事実があって科学的に立証できないのは科学が未熟で未科学であるためであり、未科学と非科学を混同してはならないと主張し、「未科学現象」は科学がまだ進歩していないからあるのではなく、科学者が専門分野から出て市民の疑問に答えないから、未科学のままなのだと池谷元伺は主張し、対して松本紘は「科学」の外側にある科学になっていない領域と言う意味で「非科学」は「未科学」とも言えると主張している。

## プロトサイエンスとして扱われているもの
- 外丹[8]
- STAP細胞[9]
- 常温核融合[9]
- アーユルヴェーダ[10]

## 未科学として扱われているもの
- 東洋医学[11]
- 宏観異常現象[12]
- サイエンス・フィクション[13]
- 心の健康[14]